# Testacella schuetti
Testacella schuetti ist eine ausgestorbene Art der Gattung Rucksackschnecken (Testacella) aus der Unterordnung der Landlungenschnecken (Stylommatophora). Bisher ist die Art nur von einem einzigen Fundort miozänen Alters in Niederösterreich bekannt geworden.

## Merkmale
Das flach-ohrförmige Gehäuse ist 4,25 bis 5 mm hoch und 2,25 bis 3,2 mm breit. Es ist im Umriss schlank-eiförmig und am Apex zugespitzt. Das Gewinde ist sehr klein und tritt nur wenig aus dem Gehäuseumriss hervor. Die Mündung ist schmal-eiförmig. Die Außenwand ist einfach, d. h. nicht flügelartig ausgezogen oder verdickt. Die Spindelwand ist stark verdickt. Die Oberfläche des Juvenilgehäuses zeigt dichtstehende, sehr kleine Gruben, die annähernd radial angeordnet sind. z. T. kräftige Anwachsstreifen, wobei eine Gruppe von Anwachsstreifen durch eine Rinne von der nächsten Gruppe von Anwachsstreifen etwas abgesetzt ist.

### Ähnliche Arten
Testacella schuetti ähnelt am meisten der rezenten Graugelben Rucksackschnecke (Testacella haliotidea). Diese ist mit 7 bis 8 mm Länge und 5 bis 6 mm Breite deutlich größer. Sie hat außerdem eine flügelartige Verbreiterung der Außenwand.

## Geographische Verbreitung und Alter
Die Art ist bisher in der Sandgrube Hollabrunn, Niederösterreich gefunden worden. Sie kommt dort in den sarmatischen Rissoenschichten vor. Schütt fand 25 weitere Exemplare.

## Taxonomie
Das Taxon wurde von W. Richard Schlickum 1967 zusammen mit der Art Testacella puisseguri aus dem Pliozän Frankreichs aufgestellt. Die Schnecke ist bisher nur von der Typlokalität und dem Stratum typicum bekannt.